# Otto Wimmer Motorenfabrik
Otto Wimmer Motorenfabrik, zuvor Benedikt Wimmer & Söhne, war ein deutsches Unternehmen im Bereich Motoren sowie Hersteller von Motorrädern und Automobilen.

## Unternehmensgeschichte
Benedikt Wimmer gründete 1898 Benedikt Wimmer & Söhne. Ziel war die Produktion und Reparatur von landwirtschaftlichen Maschinen. Um 1900 entstanden motorisierte Dreiräder. Von 1904 bis 1906 stellte das Unternehmen auch Automobile her. Eine andere Quelle sagt, dass der Automobilbau unter Leitung des Sohnes Otto Wimmer senior auf 1906 begrenzt war. Der Markenname lautete Wimmer. Der Unternehmenssitz befand sich damals in Ruhstorf an der Rott. 1921 begann in Sulzbach am Inn die Produktion von Motorrädern, die bis in die 1930er Jahre lief. 1928 erfolgte die Umfirmierung in Otto Wimmer Motorenfabrik.
Nach dem Zweiten Weltkrieg fertigte Otto Wimmer junior noch einige Motorrad-Prototypen. 1980 existierte das Unternehmen noch. Otto Wimmer junior erfand und entwickelte viele Produkte, unter anderem Klärschlammzentrifugen und Hochdruckradialkolbenpumpen. Sein Erfindergeist widmete sich auch dem Bau von Motorsegelflugzeugen sowie verschiedenen anderen fortschrittlichen Produkten. Jedoch erzielte mit Ausnahme der Hochdruckhydaulik keine der vielversprechenden Produkte die Marktreife. Otto Wimmer junior baute das damals lukrative Geschäft der „verlängerten Werkbank“ auf, das den Kapitalstock für die Innovationsaufwendungen sicherstellte. Das Geschäft mit der Motoreninstandsetzung ging stetig zurück, sodass die Zulieferei als einziges Geschäftsmodell übrig blieb. Im Jahr 1990 wurde die Firma in eine GmbH umgewandelt. Nach einer schweren Erkrankung von Otto Wimmer junior musste sein Sohn Axel Wimmer noch während seines Maschinenbaustudiums das Unternehmen fortführen. Die Finanzkraft war zu dieser Zeit schon weitgehend erschöpft. In neun Jahren konnte das Unternehmen saniert und der Umsatz verdoppelt werden. Ende 1998 verkaufte Axel Wimmer das Unternehmen an einen mittelständischen Unternehmer und ist als Unternehmer mit dem Unternehmen Systemdrei sowie als  Berater, Interimsmanager, Sanierer und Mentor tätig.

## Fahrzeuge

### Automobile
Das einzige Modell war der Kleinwagen Central-Mobil. Insgesamt entstanden 39 Autos. Eines der Fahrzeuge soll in die USA exportiert worden sein.

### Motorräder
Das erste Modell von 1921 hatte einen verstärkten Fahrradrahmen. Ein Motor mit 138 cm³ Hubraum war neben dem Vorderrad montiert und trieb es an. Die Höchstgeschwindigkeit war mit 60 km/h angegeben. Diese Antriebsart bewährte sich nicht. Im Jahr darauf erschien das Nachfolgemodell, bei dem der Motor im Rahmendreieck montiert war und über einen Keilriemen das Hinterrad antrieb. Nun war auch ein Wasserkühler erhältlich. 1924 folgte ein größerer Motor mit 175 cm³ Hubraum, der ebenfalls wahlweise luftgekühlt oder wassergekühlt war. 1928 kam ein Motor mit 59 mm Bohrung, 73 mm Hub, 200 cm³ Hubraum und 6 PS Leistung dazu. Statt eines Riemens übertrug eine Kette die Motorleistung auf das Hinterrad. 
1928 ergänzten zwei größere Modelle mit 500 cm³ Hubraum das Sortiment. Eines hatte einen Motor von Sturmey-Archer mit SV-Ventilsteuerung und das andere einen Motor von Motosacoche mit OHV-Ventilsteuerung und 20 PS Leistung. Das letztgenannte Modell konnte 125 km/h Höchstgeschwindigkeit erreichen und kostete 1350 Reichsmark.
1930 kostete eine Neue Wimmer 200 795 Reichsmark. Aufpreis war für die Lichtanlage (100 Reichsmark), Tachometer (35 Reichsmark) und Gazda-Lenker (25 Reichsmark) zu bezahlen.
Ab etwa 1933 entwickelte Wimmer eigene OHV-Motoren mit 200 cm³, 250 cm³, 350 cm³ und 500 cm³ Hubraum und 9 PS, 12 PS, 16 PS bzw. 22 PS Leistung.
Außerdem wird ein Zweitaktmotor von Bark mit 198 cm³ Hubraum genannt und ein 497-cm³-Modell mit Bark-Motor.
1936, 1938 oder 1939 endete die Motorradproduktion. Als Stückzahl werden maximal 35 Motorräder im Monat genannt.
1953 entstanden 25 Motoren mit 250 cm³ und 350 cm³ Hubraum für die Hans Glas GmbH, die ins Motorradgeschäft einsteigen wollte. Wimmer-Viertakt-Einzylindermotoren mit 250 cm³ und 350 cm³ Hubraum wurden in den 1950er Jahren als Einbaumotoren angeboten; sie hatten 26-mm-Bing-Vergaser und leisteten 17 bzw. 21 PS.

### Traktoren
Um 1949 fertigte das Unternehmen kurzzeitig Dreiradschlepper mit Vierzylindermotor und einem Mähbalken.

### Flugzeuge
Otto Wimmer senior entwickelte einige Prototypen eines Leichtflugzeugs.